# تورک، استان مسوین
تورک، استان مسوین (به لاتین: Turek, Masovian Voivodeship) یک منطقهٔ مسکونی در لهستان است که در Gmina Jakubów واقع شده‌است.